# Storia della Casertana Football Club
Questa pagina tratta la storia della Casertana Football Club dal 1908 ai giorni nostri.

## Storia

### Dalle origini agli anni trenta
Il calcio a Caserta ebbe inizio nel 1908 per iniziativa di un cameriere del Circolo Nazionale, Mimì Bluette; il primo campo di gioco fu la Reggia di Caserta e il primo nome scelto per la squadra cittadina fu Robur Caserta con il bianco e il nero come colori sociali. Quattro anni dopo, venne fondata anche l’Unione Sportiva Volturno che aveva come colori sociali il nero e il verde e sul petto un vistosissimo scudetto rossoblù prendendo i colori della città e successivamente, venne fondata anche l’Associazione Sportiva Ausonia nata da una costola della prima società. Nel 1914, poi, con la fusione dei due precedenti sodalizi nasce la Pro Caserta con il rosso-blu come colore sociale che nel 1919 vinse le qualificazioni pre-campionato conquistandosi la promozione in Prima Categoria 1919-1920 rimanendoci solo per una stagione per poi retrocedere e sciogliersi definitivamente.
Il 7 agosto 1924 nacque ufficialmente l'Unione Sportiva Casertana e il primo presidente fu l'avvocato Marco Biggiero; s'iniziarono a disputare gare amichevoli per saggiare il valore della squadra e, dopo una mortificante sconfitta per 10-0 subita contro l'Internaples, si decise di rivoluzionare la rosa, facendo arrivare a Caserta diversi giocatori ungheresi tra cui Sangiorgi e Ruprich; fu così che la Casertana nelle 36 amichevoli disputate nel 1925 ottenne ben 34 vittorie, 2 pareggi e nessuna sconfitta. Nel 1925-26 la squadra si iscrisse al campionato di Prima Divisione, la massima serie dell'epoca: si classificò al terzo posto nel girone eliminatorio campano, dietro a Internaples e Bagnolese. Nel 1926-27, a causa della Carta di Viareggio, la Prima Divisione in cui militava la Casertana fu declassata al secondo livello dell'epoca. Dopo le prime giornate del campionato 1926-27, con sentenza del 27 ottobre 1926, la Casertana fu esclusa dalla seconda serie nazionale per gli scontri avvenuti nella partita interna contro la formazione capitolina del Roman, quando l'arbitro Mastroserio concesse alla formazione ospite ben 3 calci di rigore nel corso della partita; il Direttorio Divisioni Superiori comminò una sanzione tanto pesante sulla base delle dichiarazioni dell'arbitro di essere stato aggredito, sequestrato e costretto, "con metodi indegnamente sportivi", a firmare una dichiarazione con cui si impegnava a non denunciare le violenze subite, ma il presidente della Casertana Mario Biggiero obiettò a tali accuse sostenendo che l'arbitro era stato aggredito per motivi non riconducibili alla partita ma per aver offeso i fascisti locali; in seguito al ricorso del sodalizio campano, il Direttorio Federale aprì un'inchiesta al termine della quale, il 18 novembre, riammise la Casertana al campionato multandola di 5000 lire e squalificandone il campo per due giornate. La Casertana poté così portare a termine il campionato, chiuso al quarto posto; la squadra non riuscì tuttavia a iscriversi al campionato successivo per gravi difficoltà economiche rimanendo inattiva.  In risposta alla crisi societaria che minacciava seriamente di lasciare Caserta senza una squadra di calcio, il 16 aprile 1927 il direttorio fascista di Caserta pubblicò un manifesto con cui annunciò, per ordine delle superiori gerarchie, lo scioglimento del consiglio direttivo dell'USF Casertana e la sua ricostituzione con altri membri: l'intento era di ricostituire, con lo stesso nome, una società polisportiva a vaste basi popolari che potesse rappresentare degnamente la città, annunciando inoltre la costruzione di uno stadio degno.
Nel 1937 fu costruito lo Stadio Alberto Pinto, dove la squadra gioca tuttora.

### Gli anni quaranta
Nel 1940 la Casertana giocò il campionato di Prima Divisione Regionale (quarto livello calcistico dell'epoca) giungendo terza alle spalle dell'Associazione Polisportiva Scafatese e del Gladiator di Santa Maria Capua Vetere. Il Gladiator, tuttavia, non riuscì a iscriversi al successivo campionato di Serie C, lasciando così il posto alla Casertana.
La Casertana fu inserita nel Campionato campano 1945 insieme a Napoli e Salernitana, e proprio contro la Salernitana accadde un incidente durante il derby giocato nel campo di Via Roma a Caserta: quando la società ospite era in vantaggio per 3 reti a 1, venne annullato un gol al rossoblù Mario Fusco, il quale schiaffeggiò l'arbitro e diede un chiaro "segnale" ai tifosi di casa di invadere il campo. Fusco fu squalificato a vita e solo in seguito a un dettagliato reclamo della società rossoblù la squalifica fu ridotta a un anno.

### Dagli anni cinquanta agli anni ottanta
Nel 1950 la Casertana chiuse il campionato di Promozione (l'antesignana della Serie D) al primo posto, insieme con l'Avellino: si rese così necessario uno spareggio che si giocò nel campo neutro dello Stadio Collana di Napoli. La Casertana vinse 2-1 ed ebbe accesso così alla fase finale per la promozione in Serie C. Gli spareggi per la promozione con Toma Maglie e Nissena andarono avanti fino a metà agosto, quando per determinare le promosse in Serie C si rese necessario un sorteggio dal quale il nome della società rossoblù uscì per ultimo: l'iniquo esito fu comunque sanato dalla FIGC con un ripescaggio.

Marco Fazzi, miglior marcatore di sempre della storia della Casertana, ha all'attivo oltre 100 reti in maglia rossoblu.

Nel 1969 la Casertana vinse il Campionato di Serie C con 22 vittorie in 38 incontri disputati ma, a seguito di un tentativo di "combine" denunciato dal Taranto, alla squadra rossoblù fu tolta la gioia della prima Serie B della sua storia; fu così che la Giunta comunale invitò "la cittadinanza a manifestare con tutti i mezzi consentiti lo sdegno e la protesta più viva avverso il grave e farsesco provvedimento di cui si chiede l'annullamento": a Caserta iniziò la "rivolta del pallone", con incidenti che misero Caserta praticamente in stato d'assedio. Il 19 settembre 1969 anche la CAF diede torto ai rossoblù, condannandoli a un altro anno di Serie C.
Nel 1969-70, la squadra vinse ancora il campionato: l'anno successivo, la squadra per la prima volta nella sua storia giocò il campionato di serie B: ma l'esperienza durò un solo anno e la Casertana al termine della stagione finì di nuovo in Serie C.

### Gli anni novanta

Salvatore Campilongo.

Per vedere di nuovo la Serie B a Caserta si dovette aspettare fino al 1991, quando fu la Casertana del presidente Cuccaro a raggiungere la tanto agognata categoria cadetta per la seconda volta, nella stessa stagione in cui nella pallacanestro la JuveCaserta divenne la prima società dell'Italia meridionale a vincere lo scudetto.
La Casertana inizia il campionato di Serie B 1991-1992 sotto la guida dell'allenatore Adriano Lombardi che aveva ottenuto la promozione dalla serie C1. La rosa era formata prevalentemente dal telaio dei giocatori che avevano conquistato la promozione ed era composto da esperti calciatori delle categorie minori come il capitano Serra, Suppa e Monaco a cui si accompagnavano atleti di provata esperienza come l'ex milanista Andrea Manzo e l'ex napoletano Giuseppe Volpecina e giovani promesse prestate dai grandi club come il portiere Luca Bucci, il difensore Fabio Petruzzi e il talentuoso fantasista Benny Carbone, futuri protagonisti in Serie A. Tuttavia il vero punto di forza era il bomber Salvatore Campilongo, che dopo una lunga carriera in C grazie a questa vetrina riuscirà a guadagnarsi a suon di goal un futuro ruolo da protagonista per anni in B. Alla gara di esordio riesce ad espugnare lo stadio Arena Garibaldi, imponendosi per 3-2 sul Pisa; tuttavia già alla seconda giornata iniziarono i problemi e la festa dei tifosi per la prima gara al Pinto fu salutata con una sconfitta per 1-0 ad opera della Reggiana. Dopo un inizio incerto Lombardi fu esonerato poco prima della fine del girone di andata e venne ingaggiato l'allenatore Giuseppe Materazzi che sfiorò la salvezza.
La Serie B per la Casertana durò quindi nuovamente un solo anno: al termine della stagione affrontò lo spareggio-retrocessione contro il Taranto allo Stadio Del Duca di Ascoli Piceno. Per l'occasione, 8.000 tifosi si mossero da Caserta con ogni mezzo per vedere la squadra, ma al termine della sfida con i pugliesi la Casertana retrocesse in Serie C1 (sconfitta per 2-1 dopo i tempi supplementari). Al termine dell'anno successivo l'Unione Sportiva Casertana fallì e al suo posto nacque la Casertana Football Club.
Dal 1993 al 1996, la Casertana affrontò il Campionato Nazionale Dilettanti, riuscendo a tornare tra i professionisti solo per la stagione 1996-97 in Serie C2.

### Gli anni duemila
Il 17 gennaio 2005 si dimise il presidente Arturo Di Mascio, a cui successe Gianfranco Raimondi. In seguito, a causa di problemi interni relativi alla nuova amministrazione, la squadra conobbe nuovamente il fallimento in quanto i giocatori, non pagati, si rifiutarono di scendere in campo per quattro partite, venendo esclusi dalla competizione.

Lo stemma adoperato dal Caserta Calcio dal 2006 al 2008.

Nel 2005 fu trasferito il titolo sportivo di Eccellenza del Real Aversa e fondata la nuova società con il nome di Rinascita Falchi Rossoblù. La società, nonostante il passaggio di proprietà, non navigò in buone acque e fu quindi acquistata dall'ex portiere Giovanni Pascarella, che al termine della stagione cambiò il nome in Caserta Calcio.
Il 28 febbraio 2007 la Casertana vinse la Coppa Italia regionale di Eccellenza battendo in finale il Gragnano per 3-0 allo Stadio San Francesco di Nocera Inferiore (Salerno). Il 22 aprile 2007, battendo in casa la Puteolana con il punteggio di 1-0, la Casertana ottenne la matematica promozione in serie D con una giornata di anticipo.

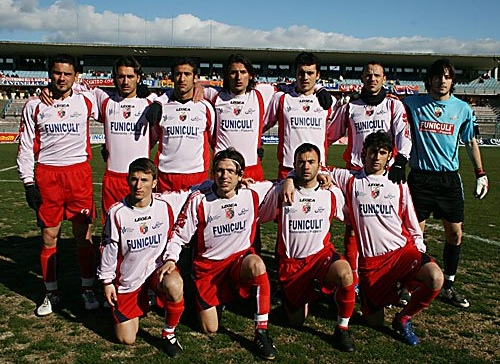
Una formazione della Casertana durante il campionato di Serie D 2007-2008.

Il 2 settembre 2007 iniziò il nuovo campionato di Serie D e la Casertana si trovò inserita nel girone I insieme con le squadre calabresi e siciliane, oltre ad altre campane.
Il 14 settembre il presidente Pascarella lasciò il suo posto in organico a Carlo Sparaco.
La stagione non iniziò nel migliore dei modi, tanto che la rosa venne continuamente corretta con una disastrosa campagna acquisti e cessioni che si prolungò fino ad autunno inoltrato, portando la squadra fino all'ultimo posto in classifica. Nel girone di ritorno qualche piccolo risultato sembrò arrivare, tanto che a qualche giornata dalla fine sembrò si potessero evitare anche i play-out; un ultimo mese di risultati negativi si tradusse in un play-out contro il Castrovillari: dopo aver sfiorato la vittoria in trasferta, la Casertana crollò nel ritorno e fu nuovamente retrocessa in Eccellenza. Il tutto avvenne nell'anno del centenario, mentre il Real Marcianise conquistava la Serie C1 per la prima volta e l'Aversa Normanna accedeva al professionismo con la promozione in C2.
Ad ogni modo al termine della stagione la società riacquistò la denominazione originaria Unione Sportiva Casertana 1908, abbandonato con il fallimento del 1993, e compì i 100 anni di vita.
La Casertana nella stagione 2008-2009 disputò l'Eccellenza regionale nel girone A.
Conquistò la vittoria del girone e la conseguente promozione in Serie D il 22 marzo 2009, grazie alla vittoria per 2 a 0 in trasferta contro il Casapesenna avendo a 3 giornate dal termine ben 11 punti di vantaggio sull'Alba Sannio, diretta inseguitrice.
Riuscì anche a vincere il titolo regionale di Eccellenza (quell'anno denominato Trofeo Ciro Scognamiglio), in seguito alla doppia sfida contro la formazione sannita Forza e Coraggio Benevento, vincitrice del girone B di Eccellenza campana: la Casertana perse prima allo Stadio Ocone di Ponte per 4 a 2, ma vincendo poi tra le mura amiche dello Stadio Pinto per 3 reti a 1. Si tratta del terzo titolo per la formazione rossoblù dopo le vittorie del 1954 contro la Torrese di Torre Annunziata (la vecchia denominazione del Savoia) e dopo quella più recente del 2007 contro la formazione salernitana del Gelbison Cilento di Vallo della Lucania.
La Casertana ha disputato nella stagione 2009-2010 il campionato nazionale di Serie D, partecipando al girone H insieme alle squadre lucane e pugliesi e a tutte quelle campane ad eccezione di Avellino, Sapri e Viribus Unitis. Il girone era formato da 18 squadre, che ad appena due giorni dall'inizio del campionato sono diventate 19 dopo l'inserimento del Grottaglie. La Casertana ha terminato la stagione al 6º posto, con 58 punti.

### Gli anni duemiladieci
Nella stagione 2010-2011 viene inserita nel girone I della Serie D, finendo al 3º posto in classifica e venendo eliminata al 1º turno dei play-off dal Sambiase.
Nella stagione 2011-2012 cambia la propria denominazione in Casertana Football Club e viene inserita nel girone H della Serie D. Il 7 agosto 2011 la Casertana viene eliminata dall'Alessandria dalla Tim Cup. Il 13 ottobre 2011 viene eliminata dalla Coppa Italia dai corallini della Turris. Il 22 novembre 2011 viene annunciato l'esonero del tecnico Vincenzo Feola e l'ingaggio di Giovanni Ferraro. Termina la stagione al 4º posto in classifica, nei play-off batte in trasferta al primo turno l'Ischia per 4-0 mentre esce battuta per 2-0 dalla Sarnese.
Il 13 agosto 2012, tramite il sito ufficiale dei falchetti, viene annunciato il passaggio di proprietà da Francesco Verrazzo a Giovanni Lombardi. Nella stagione 2012-2013 viene inserita nel girone G.
Il 18 agosto 2012 viene ufficializzato l'ingaggio di Mario Di Nola come allenatore. Il 27 agosto 2012 i falchetti passano il turno della Coppa Italia battendo per 2-1 il Cynthia. Nel turno successivo valido per i trentaduesimi di finale la Casertana regola 4-2 (2-2 terminano i tempi regolamentari) dopo i calci di rigore la formazione dell'Ischia allenata dall'ex Sasà Campilongo. 
Il campionato dei "falchetti" comincia subito con una sconfitta interna (1-2) per mano dell'Isola Liri compagine ciociara che sulla carta partiva con un roster decisamente inferiore a quello della Casertana. La seconda giornata vede la formazione rossoblu affrontare in trasferta il Sora in quello che dovrebbe essere un match di ben altra categoria. Anche lì i falchetti non vanno oltre il pari (1-1) ed il ritardo dalla vetta (Sarnese capoclassifica e tra le favorite alla vittoria finale insieme a Torres e Turris) dopo solo 2 giornate dista già di ben 5 lunghezze. Serpeggiano già i primi malumori tra la tifoseria che ce l'ha con Di Nola, tecnico mai troppo amato dalla piazza, ma si va comunque avanti così. Arriveranno poi nell'ordine 4 vittorie consecutive: Nola (2-0), Civitavecchia (2-3), Selargius (5-4) e Porto Torres (0-1). La sconfitta interna rimediata alla settima giornata contro la Lupa Frascati (0-1) costerà la panchina proprio al tecnico napoletano. Gli subentrerà il tecnico milanese ma tarantino d'adozione Enzo Maiuri. 
Alla "prima" del nuovo tecnico arriva un'ulteriore sconfitta contro l'Arzachena (2-1 per i sardi) allenata da un altro ex, Raffaele Cerbone. In coppa la Casertana passa per 1-3 sul campo del San Cesareo accedendo così agli ottavi di finale della manifestazione tricolore. Il risultato ottenuto sul campo viene ribaltato dal giudice sportivo in quanto i rossoblu avevano schierato un giocatore squalificato. Il momento negativo prosegue in campionato con un'altra sconfitta interna questa volta per merito dell'Ostia Mare (1-2).
Il primo successo della gestione Maiuri avviene ancora una volta lontano dal Pinto e precisamente a Sarno (3-1). Il campionato dei falchetti proseguirà sotto la falsariga d'inizio stagione alternando buone prestazioni in trasferta e sconfitte casalinghe. Questo trend porterà alla decisione di richiamare in panchina Di Nola, salvo poi fa ritornare la dirigenza sui passi precedenti e riesonerare l'allenatore napoletano al seguito dell'ennesima sconfitta interna questa volta per mano del fanalino di coda Civitavecchia, fino a quel momento mai vittorioso in trasferta e richiamare ancora una volta Maiuri. In seguito a quest'ennesimo cambio al timone della squadra, la Casertana riesce ad invertire il proprio ruolino di marcia. 
Nella partita contro la Torres, capolista del girone, i falchetti non vanno oltre il pari a reti inviolate. La domenica successiva a quattro giornate dal termine sarà il fanalino di coda Progetto S.Elia a imporre il pareggio per 1-1 e mandando i rossoblu a -5 dalla Torres capolista. La stagione regolare dei rossoblu si chiuderà con la sconfitta casalinga per 0-1 contro la Turris.
Nel primo turno del play-off i falchetti si impongono per 6-4 sull'Ostiamare. Al turno successivo il pareggio casalingo ai supplementari contro la Lupa Frascati vale la fase nazionale dove la Casertana supera ai rigori Cosenza prima e Matera dopo, sempre in trasferta. Sul neutro di Sora batte la Turris per 2-0 e vola in finale dove i falchetti cadono per mano della Virtus Vecomp Verona per 1-3.

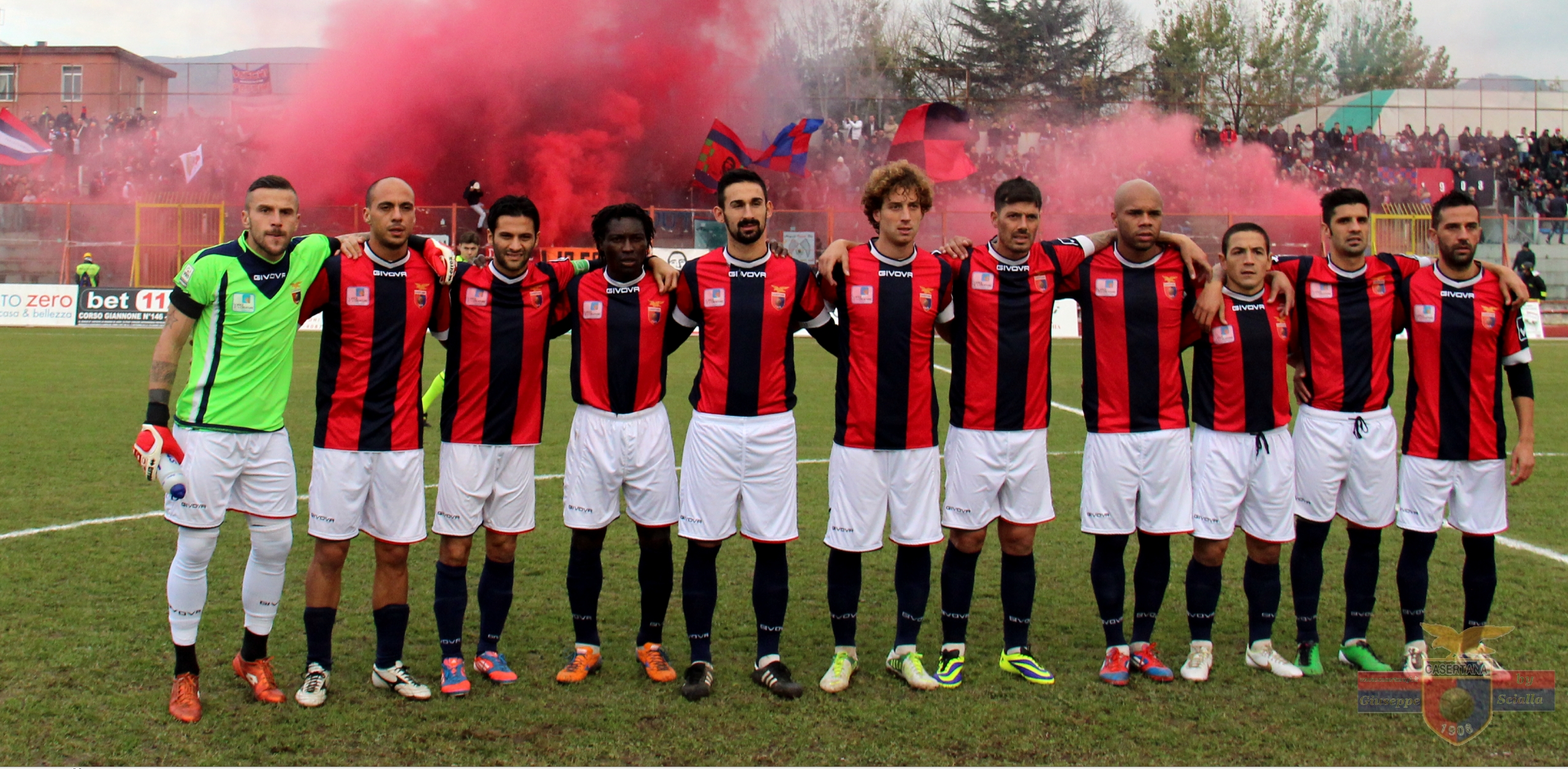
La formazione della Casertana prima del match contro il Cosenza nella stagione 2013-2014.

Il 5 agosto 2013 il Consiglio Federale ratifica comunque il ripescaggio dei falchetti insieme a Gavorrano, Aversa Normanna, Real Vicenza, Virtus Vecomp Verona, Foggia e Cosenza; i rossoblu tornano a distanza di diciassette anni in un campionato professionistico iniziando il campionato con in panchina Ezio Capuano che viene però esonerato dopo appena tre giornate di campionato a seguito di un pareggio e due sconfitte, al suo posto viene ingaggiato sulla panchina rossoblu il tecnico toscano Guido Ugolotti che raggiunge il record societario di 19 risultati utili consecutivi. Il 6 aprile, la formazione di Ugolotti conquista l'aritmetica promozione nella Lega Pro unica pareggiando in casa contro il Melfi.
Nel 2014-2015 la Casertana è tornata a disputare un campionato di terza serie, a cui partecipa a tutt'oggi nel campionato della Serie C 2024-2025, a più di vent'anni dall'ultima apparizione. Dalla stagione 2024-2025 viene annunciato Ciro Russo come nuovo Direttore ai rapporti istituzionali, con delega all'area finanziaria e area nuovo stadio Pinto, voluto fortemente dal patron Giuseppe D'Agostino con lo scopo di disputare un campionato alla pari delle aspettative arrivando prima possibile agli obiettivi prefissati.